# Aloinopsis malherbei
Aloinopsis malherbei är en isörtsväxtart som först beskrevs av L. Bol., och fick sitt nu gällande namn av L. Bol. Aloinopsis malherbei ingår i släktet Aloinopsis och familjen isörtsväxter. Inga underarter finns listade i Catalogue of Life.